# Sunds Defibrator
Sunds Defibrator Industries AB var ett svenskt verkstadsföretag i Sundsvall, som numera ingår i det finländska Valmet Oy. Det bildades 1979 genom en sammanslagning av det då av Svenska Cellulosa AB ägda Sunds AB och Defibrator AB. Sunds AB hade sina rötter i det 1856 grundade Sundsbruk.

## Defibrator AB
Arne Asplund uppfann och utvecklade en 1931 patentsökt maskin för mekanisk defibrering av ved mellan roterande skivor (diskar). Maskinen kallades skivraffinör, defibrator eller defibrör och defibreringsmetoden kallades även för Asplundmetoden. Uppfinningen gav upphov till företaget Defibrator AB i Stockholm.
Till följd av ekonomiska problem under slutet av 1970-talet köptes Defibrator AB år 1979 av Svenska Cellulosa AB och slogs ihop med det SCA-ägda dotterbolaget Sunds AB till Sunds Defibrator AB i Sundsvall.

## Defibratortillverkningen idag
Sunds Defibrator köptes av finländska Rauma–Repola i steg mellan 1988 och 1991. Efter sammanslagning av Raumo-Repolas verkstadsdel och "gamla" Valmet 1999 till Metso, ändrades namnet till Metso Paper Sundsvall. Vid en delning av Metso i två företag 2013 hamnade defibratortillverkningen i Sundsvall i det avknoppade "nya" Valmet Oy.